# Protoschrankia ijimai
Protoschrankia ijimai là một loài bướm đêm trong họ Erebidae.